# Polestar 3
A Polestar 3 a Volvo almárkájának Polestarnak akkumulátoros elektromos SUV autótípusa.
2022 október 12-én mutatták be Koppenhágában. Az első szállításokat 2023 negyedik negyedévére tervezik.

## Technológia

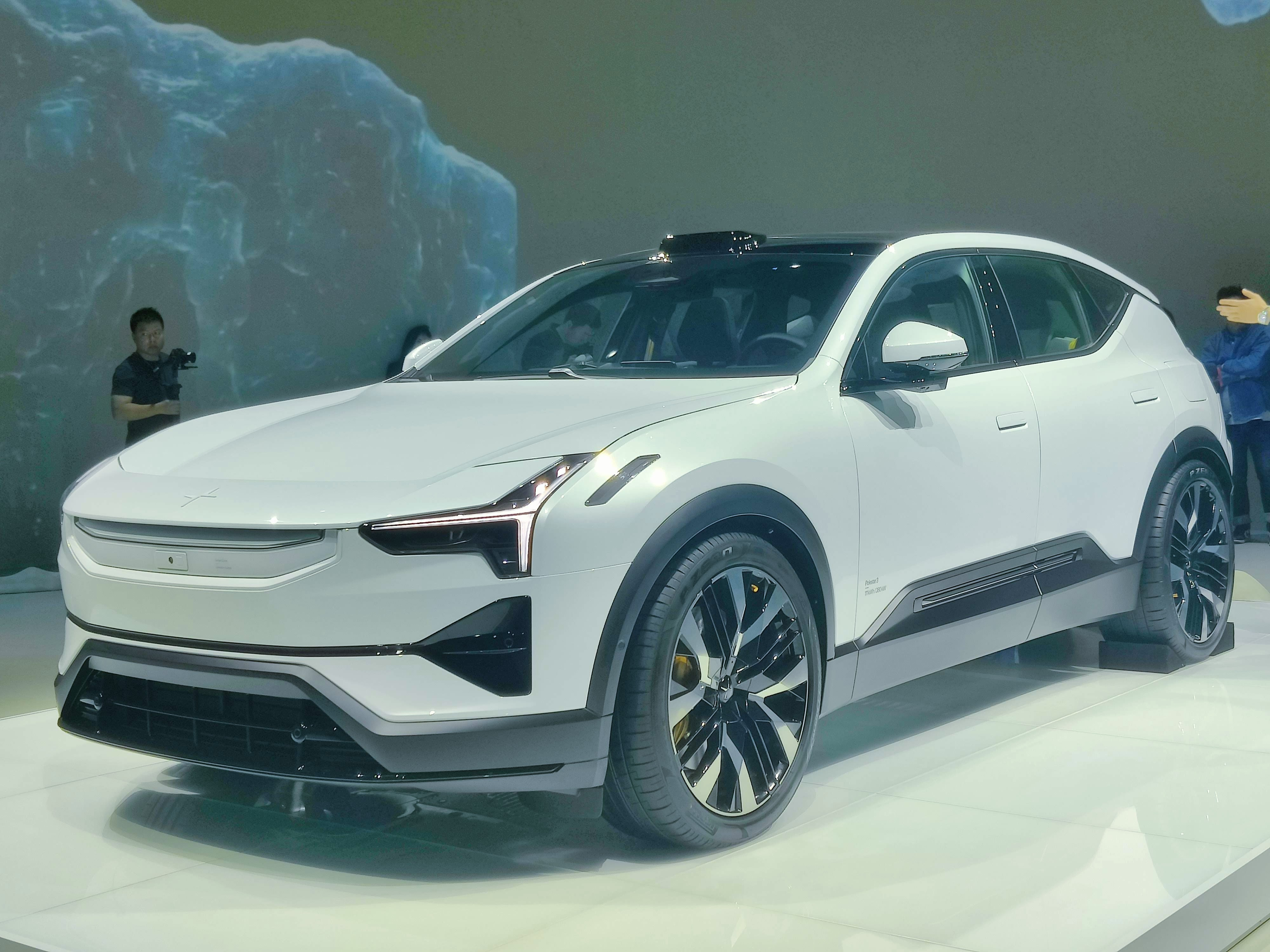
Elölnézetből
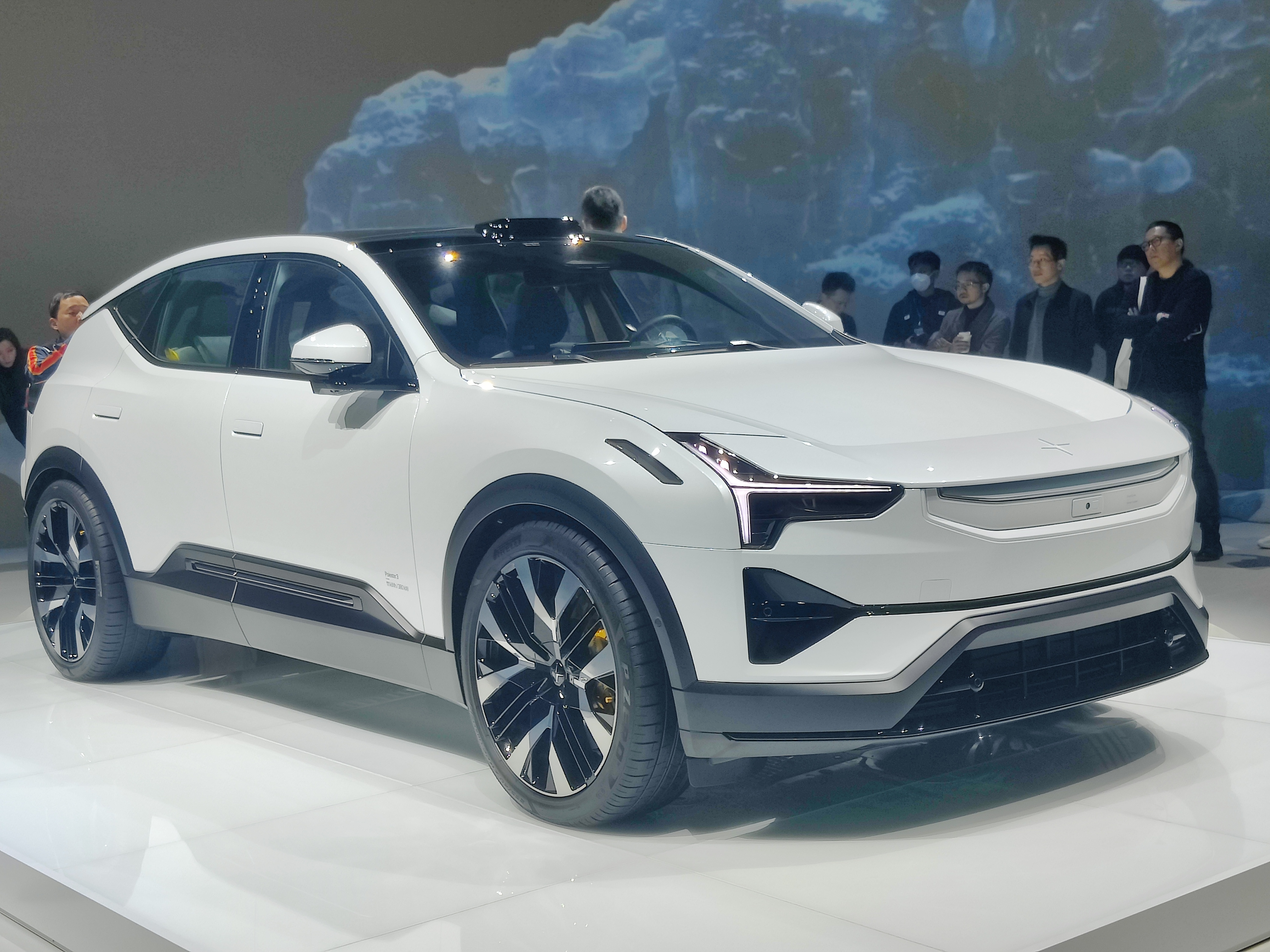
Elölnézetből
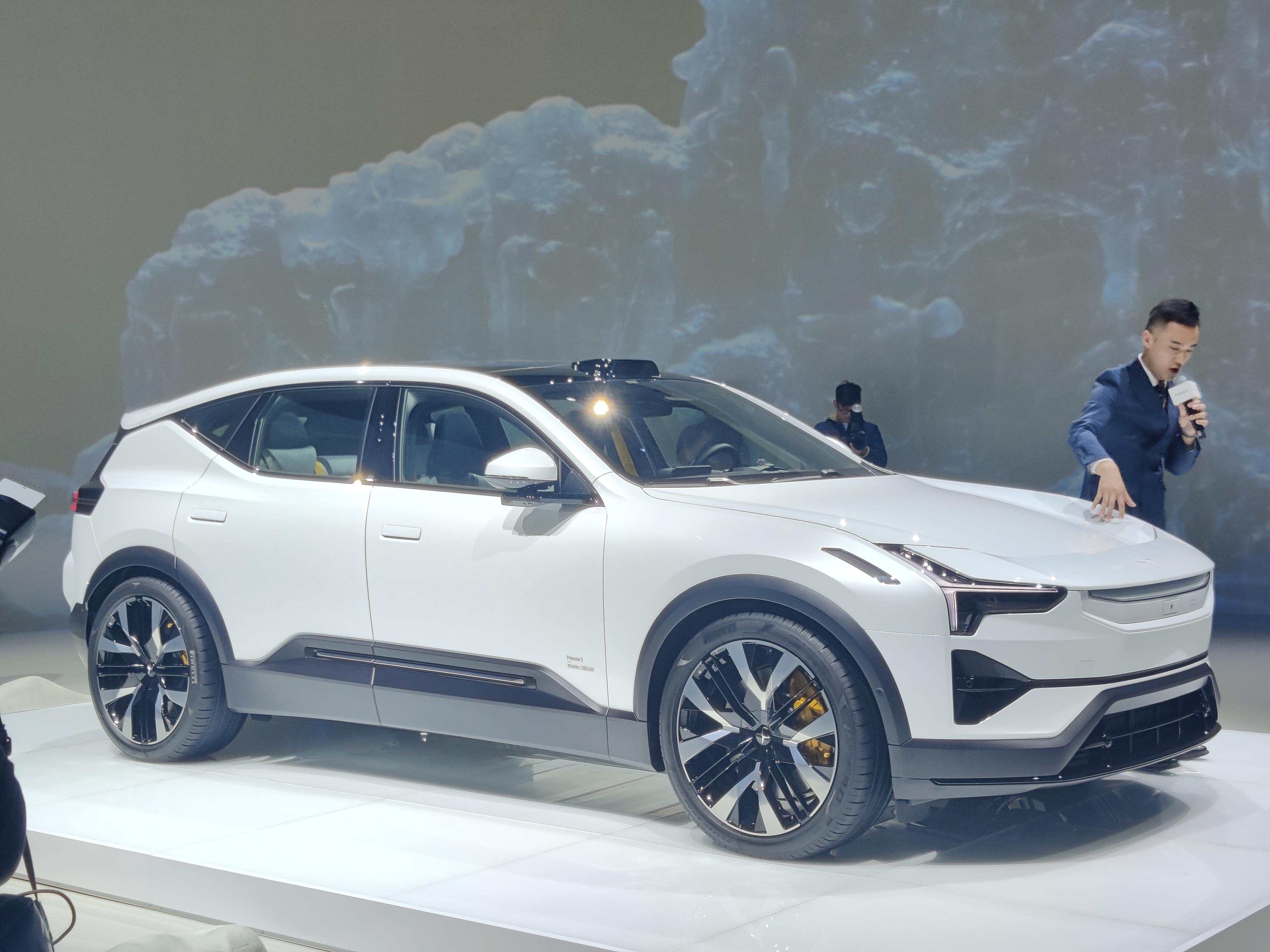
Oldalnézetből
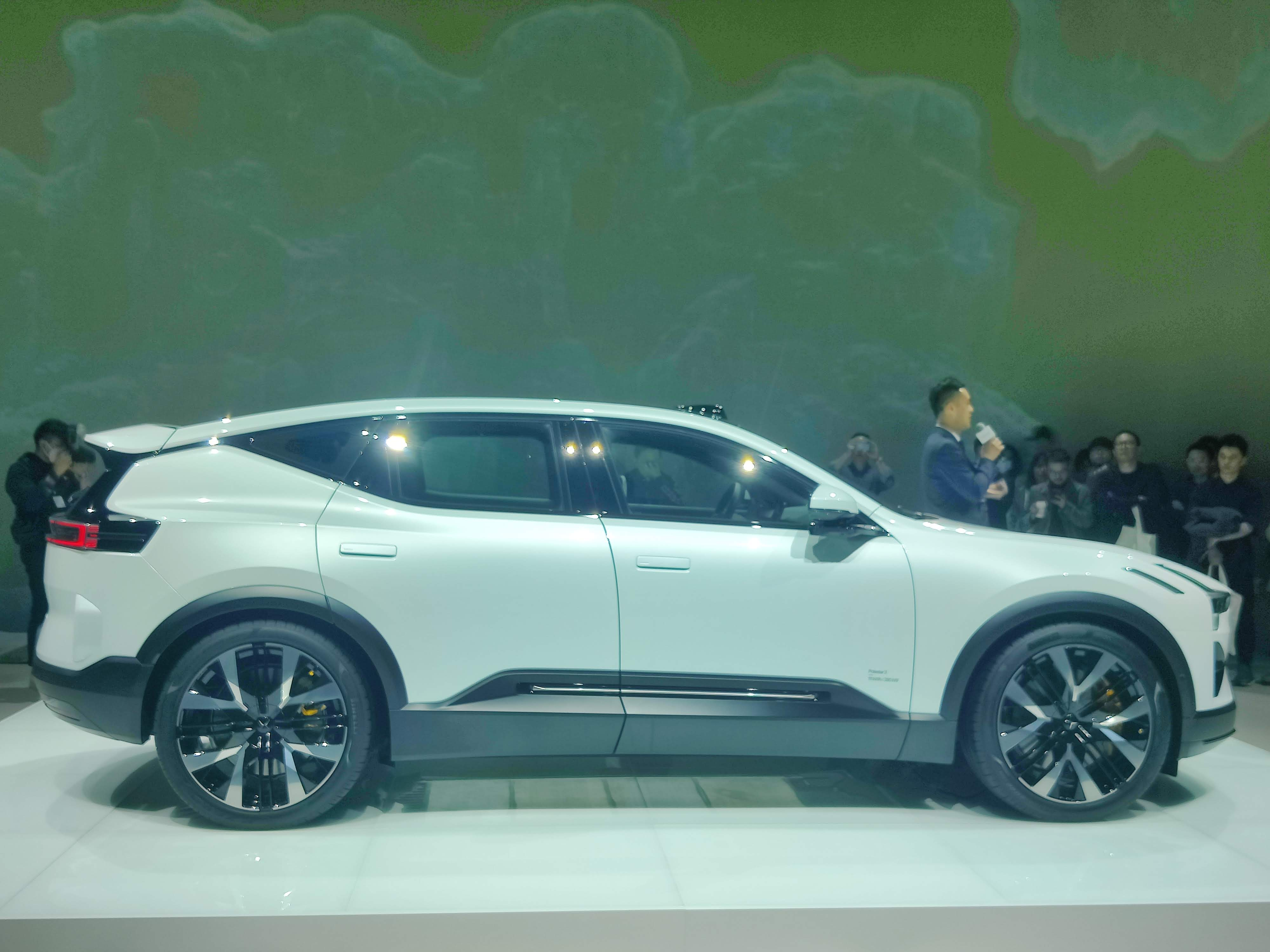
Oldalnézetből
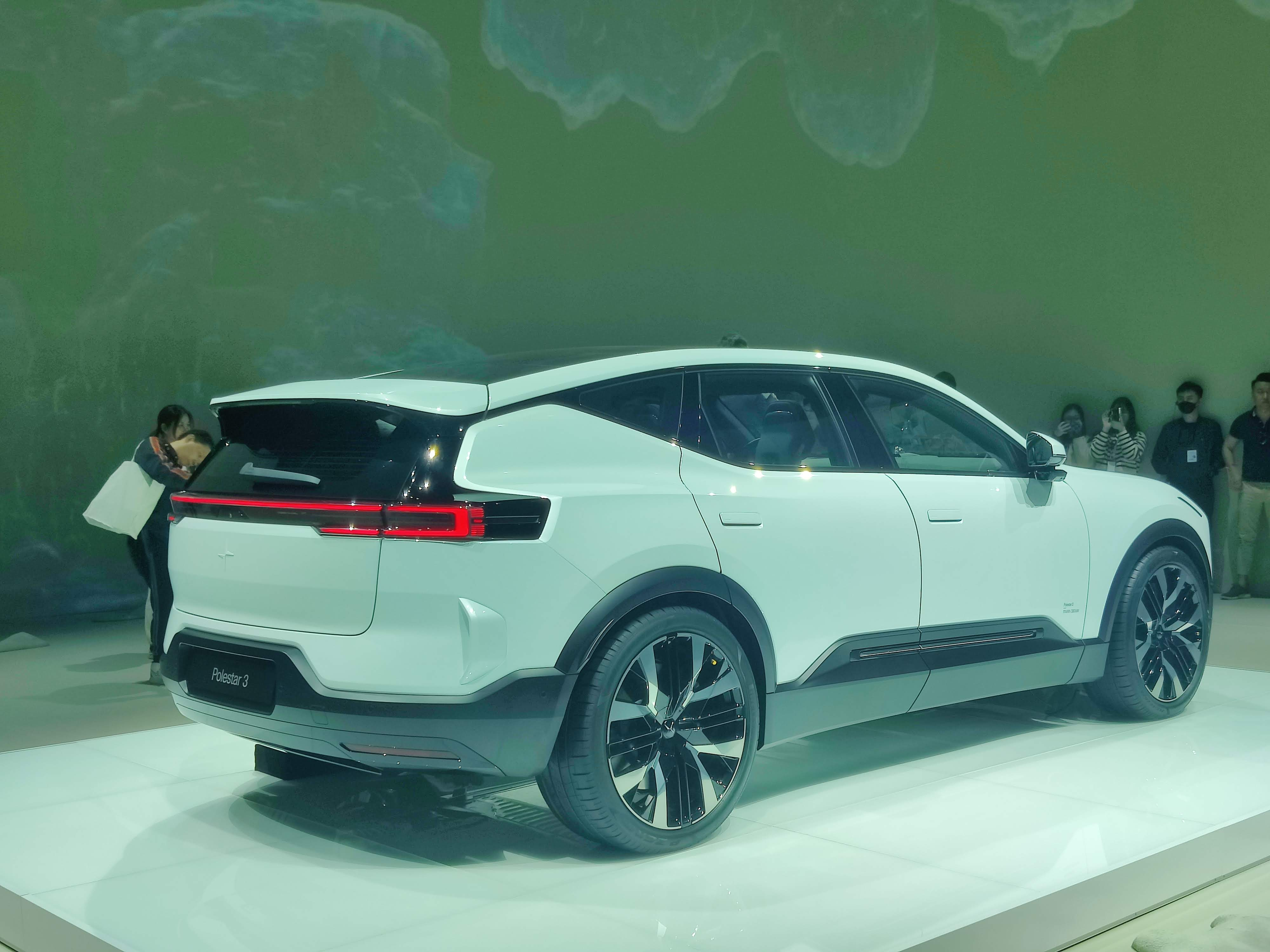
Hátulnézetből
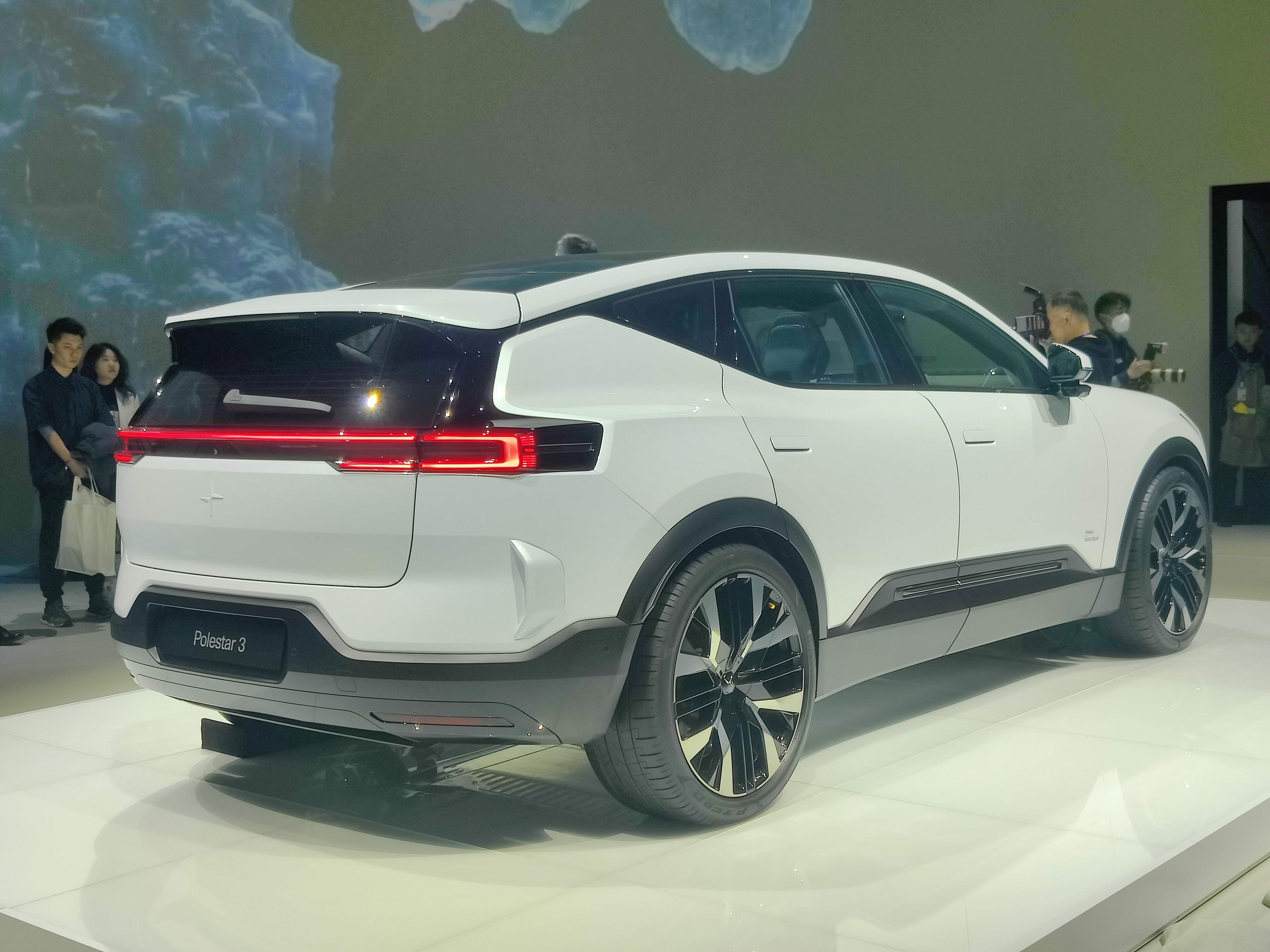
Hátulnézetből
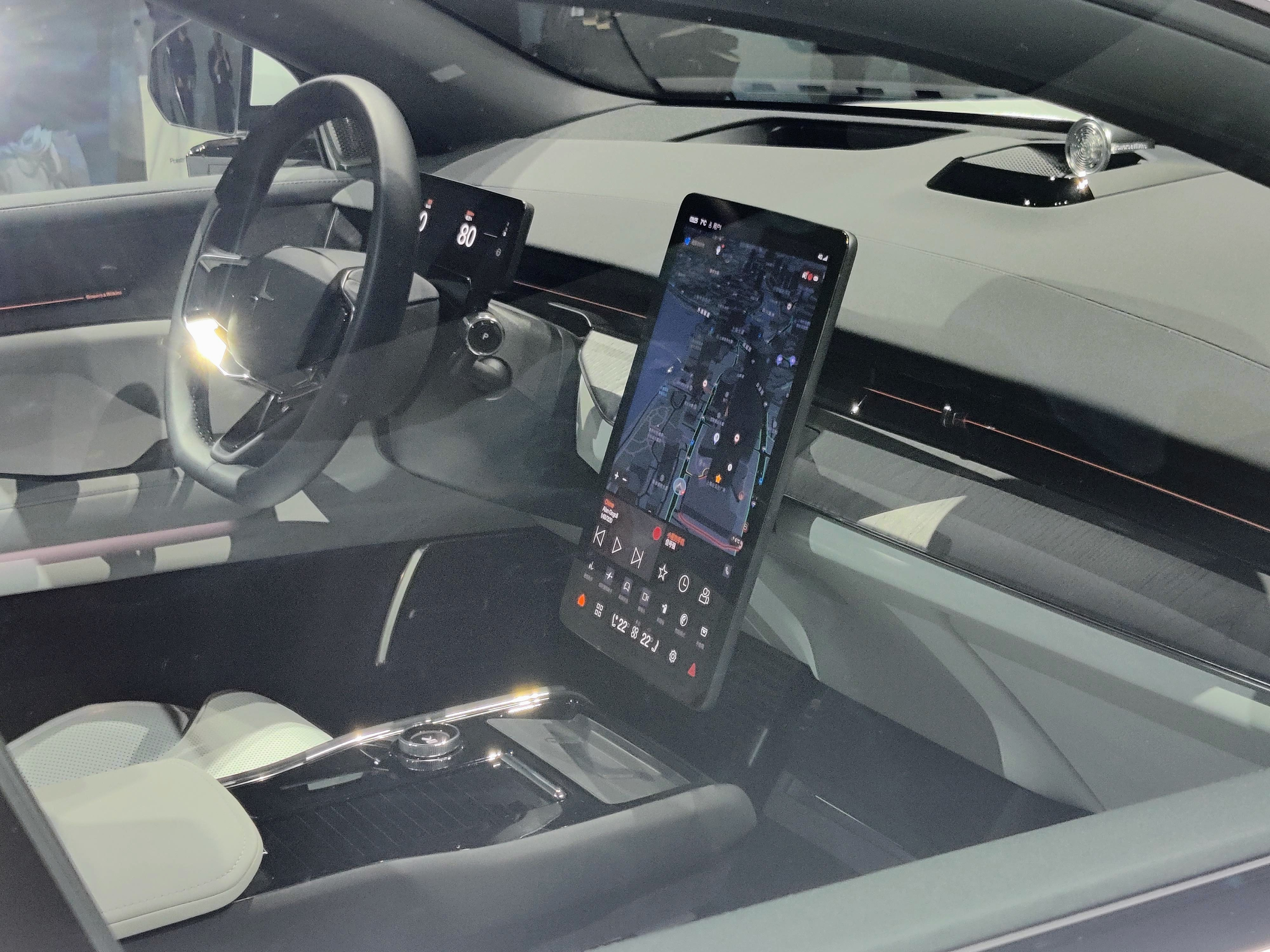
A Polestar 3 belső tere

A jármű az SPA II platformot (Scalable Product Architecture II) használja, mint a Volvo EX90, amelyet szintén 2022-ben mutattak be, körülbelül egy hónappal később.  A Polestart azonban alacsonyabbra és kupészerű tetővonallal (crossover) tervezték. Feltűnőek a motorháztetőbe és a hátsó részbe integrált, a légáramlást megosztó, az aerodinamikát javító szárnyak. A járműnek van egy csomagtartója, amely a hátsó ülés 484 lehajtása nélkül nyitható literes, van egy kis elülső tárolóhely is, egy úgynevezett frunk, 32 literes kapacitással.
A Polestar 3-at két elektromos motor hajtja, amelyek teljesítménye 360 kW-os teljesítménye kérésre Performance-Paketen keresztül 20 kW-tal növelhető. A nyomaték 840, illetve 910 Nm (Performance). Az összkerékhajtás mindkét változatban közös. A hátsó tengely elektromos nyomatékvektoros kettős tengelykapcsoló funkcióval is rendelkezik, a hátsó motor pedig lecsatolható, ha alacsony a teljesítmény. Szintén alapfelszereltséghez tartoznak a 21 hüvelykes kerekek (a Performance változatnál 22 hüvelykes változat van) valamint a kétkamrás légrugózás és az aktív lengéscsillapítók, amelyek lehetővé teszik a kényelmes és a határozott hangolás közötti váltást. A szabványos hőszivattyú lehetővé teszi a 111 kWh-s folyadékhűtéses lítium-ion akkumulátor kondicionálását. Normál 610 km-es hatótávolságot tesz lehetővé. Az egyenáramú töltési teljesítmény akár 250 kW is lehet. A Polestar 3-nál kétirányú töltés is lehetséges.
A belső világításhoz a természetes fényhez hasonló spektrumú LED-eket használnak az elnyomott kék komponens miatt (SunLike LED-ek). A Polestar 3 kijelzői és utasításai – például a navigáció – a Google LLC Android Automotive operációs rendszerével működnek.
Ezen kívül van öt radarmodul, amelyek közül az elülső fűthető, és öt külső kamera, amelyek lehetővé teszik az autonóm vezetést autópályákon. A beépített számítási teljesítménynek már a sorozatgyártás megkezdésekor elegendőnek kell lennie az automatikus sávváltáshoz.

## Berendezés
A felszerelés Brembo fékeket és panorámás üvegtetőt tartalmaz.
A belső térben alapanyagként len, eredete nyomon követhető gyapjú és állatjóléti bizonyítvánnyal rendelkező bőr került felhasználásra.
Az egypedálos vezetés a Polestar 3-nál lehetséges.

## Műszaki adatok
|                           | Long Range Dual Motor                      | Long Range Dual Motor – Performance Packkal |
| Gyártási időszak          | 2023-tól                                   | 2023-tól                                    |
| Motor jellemzői           |                                            |                                             |
| A motor típusa            | 2 elektromos motor (hátsó és első tengely) | 2 elektromos motor (hátsó és első tengely)  |
| Max. Teljesítmény         | 360 kW                                     | 380 kW                                      |
| Max. nyomaték             | 840 Nm                                     | 910 Nm                                      |
| Akkumulátor               |                                            |                                             |
| Az akkumulátor típusa     | Lítium-ion akkumulátor                     | Lítium-ion akkumulátor                      |
| Az akkumulátor felépítése | 400 V, 17 modul 204 cellával               | 400 V, 17 modul 204 cellával                |
| Az akkumulátor kapacitása | 111 kWh                                    | 111 kWh                                     |
| Max. töltési teljesítmény | 250 kW                                     | 250 kW                                      |
| Erőátvitel                |                                            |                                             |
| Meghajtás                 | Összkerékmeghajtás                         | Összkerékmeghajtás                          |
| Max. vontatási kapacitás  | 2200 kg                                    | 2200 kg                                     |
| Paraméterek               |                                            |                                             |
| Max. sebesség             | 210 km/h                                   | 210 km/h                                    |
| Gyorsulás, 0–100 km/óra   | 5,0 mp                                     | 4,7 mp                                      |
| Hatótávolság (WLTP)       | 610 km                                     | 560 km                                      |

## Fordítás
Ez a szócikk részben vagy egészben  a   Polestar 3 című angol Wikipédia-szócikk ezen változatának fordításán alapul.  Az eredeti cikk szerkesztőit annak laptörténete sorolja fel. Ez a jelzés csupán a megfogalmazás eredetét és a szerzői jogokat jelzi, nem szolgál a cikkben szereplő információk forrásmegjelöléseként.
 